# Zayda Peña
Zaida Aide Peña Arjona (Heroica Matamoros, Tamaulipas, 5 de marzo de 1981-Heroica Matamoros, Tamaulipas, 1 de diciembre de 2007), conocida como Zayda Peña, fue una cantante mexicana. Se desempeñó como vocalista de la agrupación, Zayda y los Culpables.
Por su corta edad y buen recibimiento musical, era considerada como una promesa del regional mexicano.

## Biografía y carrera

### Primeros años
Zaida Aide Peña Arjona nació el 5 de marzo de 1981 en Heroica Matamoros, Tamaulipas, siendo hija de Blanca Aidée Arjona, una abogada y ministerio público en Matamoros. Desde su infancia, mostró un gran gusto e interés por la música.

### Trayectoria musical
En 1996, formó el grupo Zayda y los Culpables, con quienes lanzó su álbum debut el mismo año, Enamorada. Entre 1997 y 1998, lanzaron otros dos discos, los homónimos Zayda y Los Culpables. Sus composiciones incluían cumbias y baladas románticas. Su canción «Tiro de gracia», en la que describió una relación romántica fallida, fue una de las pistas más populares de la banda. «De contrabando», una versión que ella grabó de dicho tema interpretado primero por Imelda en 1991, tuvo buena recepción cuando la lanzó con su banda en 1997, pero años más tarde se convirtió en un éxito discográfico de mayor reconocimiento para la cantante estadounidense, Jenni Rivera.
Iniciados los años 2000 y presentándose monónimamente como Zayda, publicó una serie de álbumes en solitario, Atrévete de 1999, Estoy enamorada de 2001, Sensible de 2002, El amor es así de 2004, Caída libre de 2005, algunos en los cuales implemento música de mariachi y Me muero por estar contigo de 2006.

## Asesinato
Poco antes de la medianoche del 1 de diciembre de 2007, un hombre desconocido le disparó a Peña por la espalda mientras se hallaba en el Motel Mónaco en Heroica Matamoros, Tamaulipas, al otro lado de la frontera entre Estados Unidos y México desde Brownsville, Texas. Otras dos personas, una amiga de Peña y un empleado del motel, también recibieron disparos, muriendo en la escena. Paramédicos arribaron al lugar y trasladaron a Zayda al Hospital Alfredo Pumarejo de Matamoros, donde el personal determinó que sus heridas no eran fatales. Posteriormente, la ingresaron a una cirugía de emergencia para extraerle la bala.
Durante el día del 1 de diciembre, varios sicarios entraron al hospital y deambularon por los pasillos. Una vez que pudieron encontrar a Zayda, la remataron disparándole nuevamente a quemarropa, esta vez en el pecho, asegurando su muerte a los 26 años de edad. The Dallas Morning News afirmó que la bala le había atravesado la espalda, mientras que The Independent y Reuters informaron que la bala fatal le había impactado en el rostro. Su homicidio causó conmoción entre la comunidad musical mexicana, en especial del regional mexicano, pues justo un día después se encontró el cadáver del cantante y fundador de K-Paz de la Sierra, Sergio Gómez, y cinco días después, el 7 de diciembre, se descubrió el cuerpo del trompetista José Luis Aquino de la banda «Los Conde».

## Discografía

### Álbumes
- Enamorada (1996)
- Como mariposa (1997)
- Sola (1998)
- Atrévete (1999)
- Estoy enamorada (2001)
- Sensible (2002)
- El amor es así (2004)
- Caída libre (2005)
- Me muero por estar contigo (2006)

### Álbumes recopilatorios
- Como mariposa (2002)
- Para enamorados (2004)
- Colección de oro: la sentimental (2005)
- Recordando a Zayda y Los Culpables (2007)
- Grandes éxitos (2008)